# بخش بهاراتپور
بخش بهاراتپور (به انگلیسی: Bharatpur district) یک منطقهٔ مسکونی در هند است که در Bharatpur division واقع شده‌است. بخش بهاراتپور ۵٬۰۶۶ کیلومتر مربع مساحت و ۲٬۵۴۸٬۴۶۲ نفر جمعیت دارد.